# The Floating Piers
The Floating Piers (littéralement Les jetées flottantes) était une œuvre d'art contemporain in situ éphémère créée par les artistes Christo et Jeanne-Claude sur le lac d'Iseo (Italie) en 2016.
L'œuvre était constituée de plates-formes flottantes couvertes d'un tissu d'une surface de 100 000 m2. Les plates-formes étaient composées d'un assemblage de 220 000 blocs de polyéthylène de haute densité installés sur le lac.
L'ensemble représentait une promenade flottante reliant le village de Sulzano à l'île de Monte Isola et à l'îlot de San Paolo.

## Origine et conception du projet

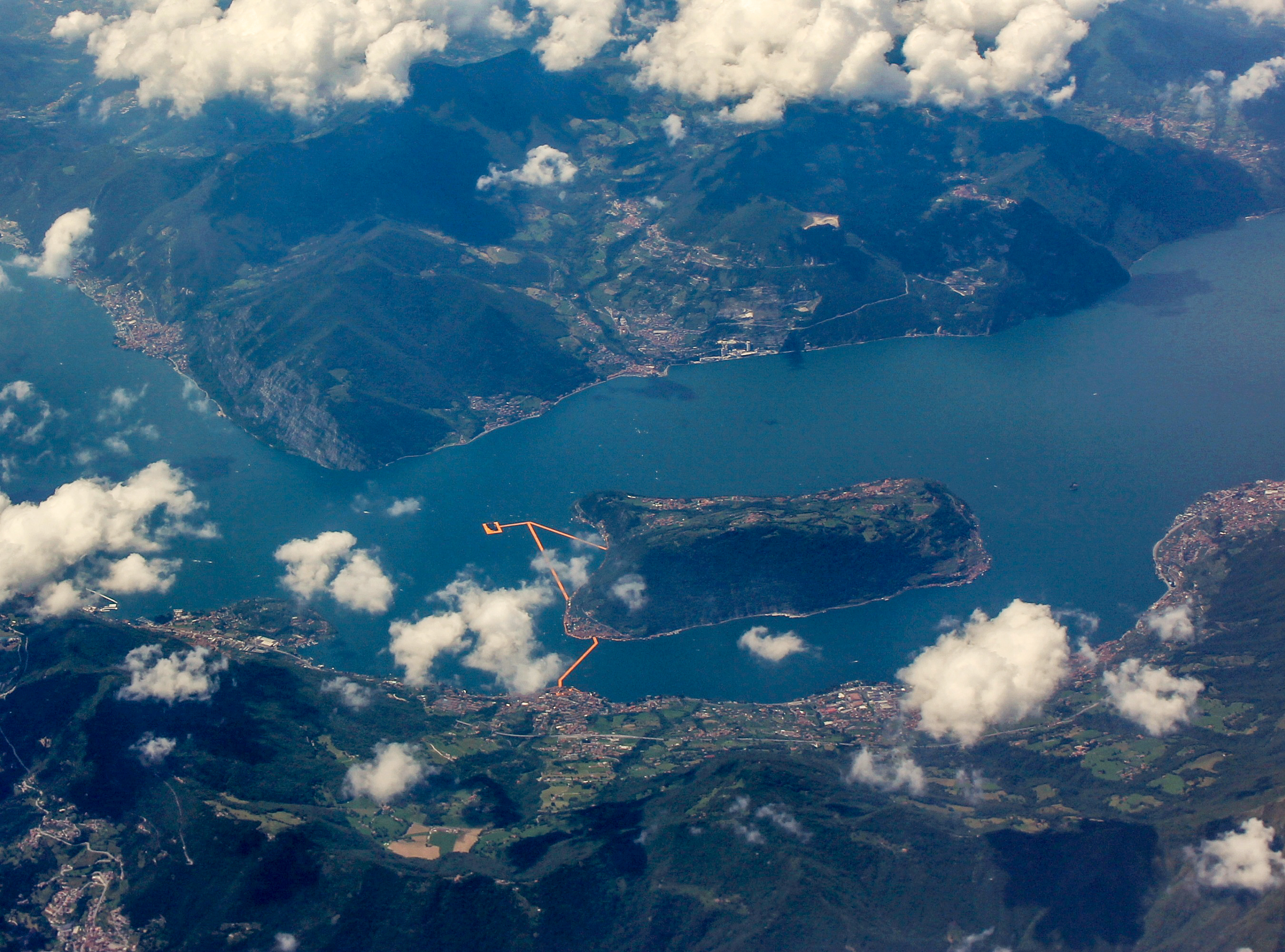
Vue aérienne du projet sur le lac d'Iseo.

Christo et Jeanne-Claude ont commencé à concevoir le projet The Floating Piers en 1970. Initialement les artistes avaient choisi comme site d'installation le Río de la Plata entre l'Argentine et l'Uruguay. La baie de Tokyo figurait également parmi les sites susceptibles d'accueillir l'œuvre d'art.
Cinquante années plus tard, fin 2013 le choix final de Christo se porta sur le lac d'Iseo pour accueillir son œuvre. Les 22 mois suivants furent consacrés à la mise en œuvre du projet. Il s'agissait de sa première œuvre monumentale depuis le décès de Jeanne-Claude, sa compagne et collaboratrice.

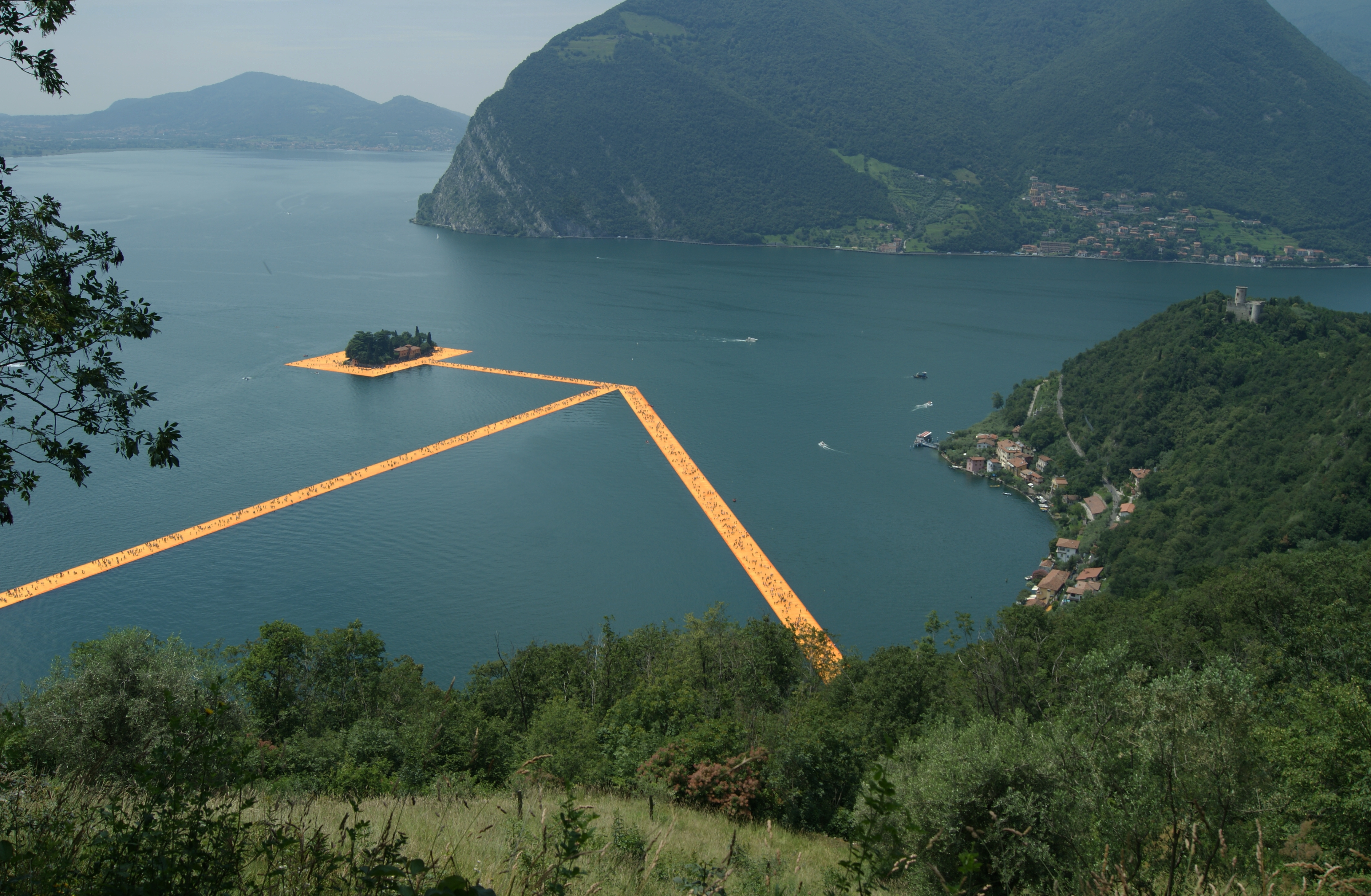
L'îlot de San Paolo vu depuis le sommet de l'île de Monte Isola.

L'installation reliait le village de Sulzano à l'île de Monte Isola et à l'îlot de San Paolo.
Le projet fut initialement estimé à 11 millions de dollars, mais le budget fut revu à la hausse pour s'approcher des 17 millions de dollars. Christo finança lui-même l'œuvre en récoltant des fonds par la vente des ébauches et croquis de ce projet et d'autres œuvres.
Les démarches en vue d'obtenir les différentes autorisations nécessaires à la réalisation furent clôturées en moins d'une année.
L'installation est fixée au fond du lac par 190 ancres et 600 personnes ont pris part à sa réalisation,.

## Ouverture

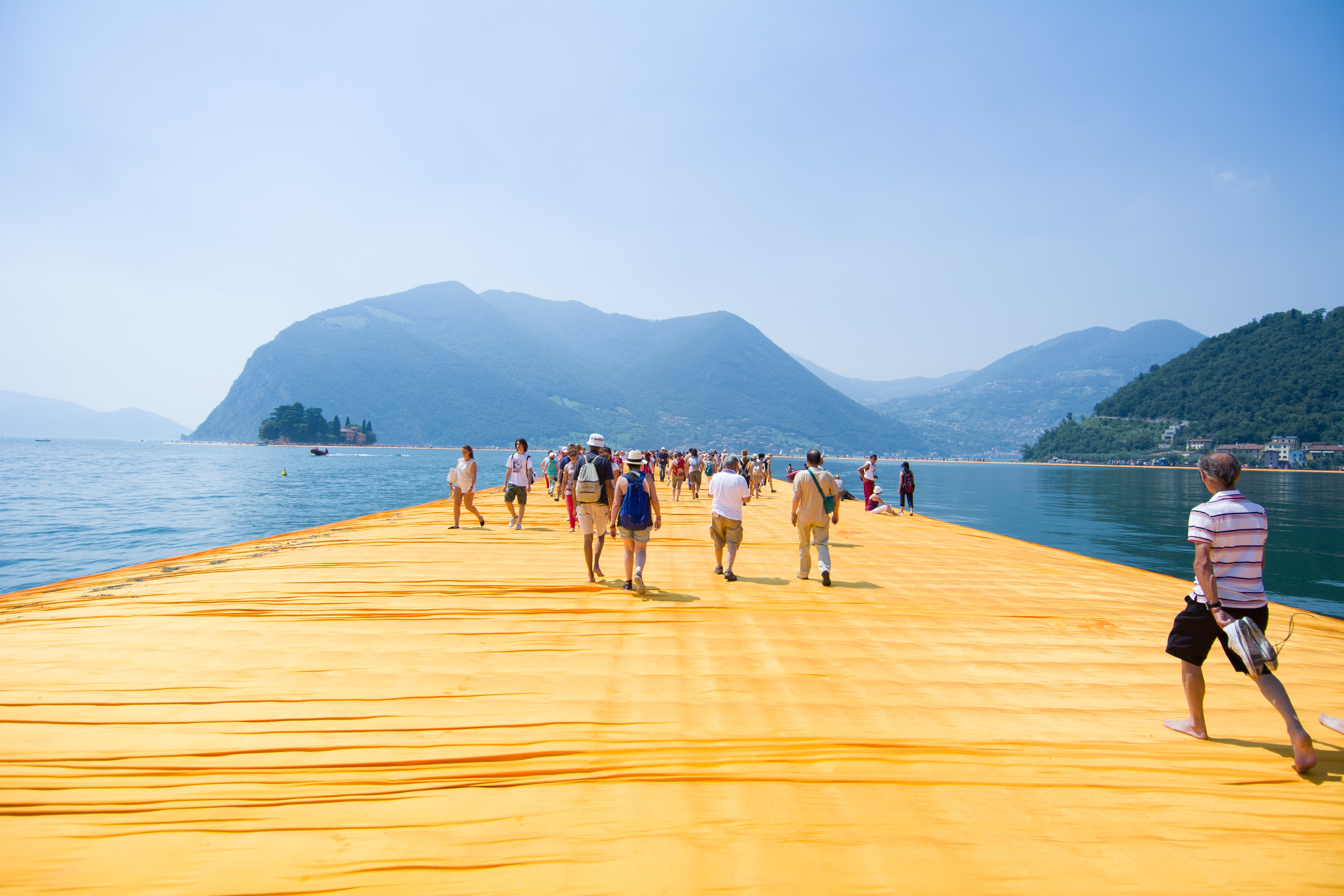
Visiteurs sur le lac d'Iseo.

La promenade fut ouverte au public le 18 juin 2016. L'accès à l'installation était gratuite et la promenade fut prise d'assaut par les visiteurs dès son ouverture. Au cours des cinq premiers jours, 270 000 visiteurs avaient déjà été accueillis. L'affluence était telle que l'installation a dû être fermée chaque nuit de minuit à 6 h. du matin afin d'en permettre le nettoyage. La gare de chemin de fer principale près de Brescia connut un pic d'accès chaotique en raison de l'affluence des visiteurs,.
La promenade ne présentant pas de rambardes, des sauveteurs étaient présents en permanence afin d'éviter des accidents.

## Clôture
Le 3 juillet 2016 l'accès à l'œuvre fut fermée au public. Les autorités locales ont estimé à 1,2 million le nombre de personnes ayant visité l'œuvre entre le 18 juin et le 3 juillet 2016, soit une moyenne de 72 000 visiteurs par jour. La police quant à elle a estimé à 100 000 le nombre de visiteurs journaliers.
Le démantèlement de l'installation a commencé à l'aube du 4 juillet 2016.